# Sorbus apiculata
Sorbus apiculata är en rosväxtart som först beskrevs av Miloslav Kovanda, och fick sitt nu gällande namn av Mikolá. Sorbus apiculata ingår i släktet oxlar, och familjen rosväxter. Inga underarter finns listade i Catalogue of Life.